# Sandsborg (metropolitana di Stoccolma)
Sandsborg è una stazione della metropolitana di Stoccolma.
Si trova nel distretto di Gamla Enskede, a sua volta situato all'interno della circoscrizione di Enskede-Årsta-Vantör, mentre sul tracciato della linea verde della rete metroviaria locale T18 è compresa tra le fermate Blåsut e Skogskyrkogården.
La stazione è ufficialmente operativa dal 1º ottobre 1950, inaugurata in concomitanza con l'apertura del tratto tra Slussen e Hökarängen: durante l'estate del 2004 sono stati eseguiti alcuni lavori di rinnovamento. La piattaforma è collocata parallela alle strade Asgaerdevägen e Gamla Dalarövägen.
Il suo utilizzo medio quotidiano durante un normale giorno feriale è pari a 3.900 persone circa.

## Tempi di percorrenza
| Linea | Capolinea     | Tempo  | Stazione                                                 | Tempo                           |
| T18   | Alvik         | 28 min | Skärmarbrink Gullmarsplan Slussen Gamla stan T-Centralen | 3 min 5 min 9 min 10 min 14 min |
| T18   | Farsta strand | 12 min | Skärmarbrink Gullmarsplan Slussen Gamla stan T-Centralen | 3 min 5 min 9 min 10 min 14 min |